# Цао Фан
Цао Фан (кит. 曹芳, пиньинь Cáo Fāng, 232—274), взрослое имя Ланьцин (кит. трад. 蘭卿, упр. 兰卿, пиньинь Lánqīng) — третий правитель царства Вэй эпохи Троецарствия в Китае. Несмотря на то, что он правил дольше, чем кто-либо другой из императоров Вэй, он был лишь номинальным императором, а реальной властью при нём обладали регенты.

## Биография

### До воцарения
Цао Фан был сыном Жэньчэнского князя Цао Кая — сына Сао Чжана и внука Цао Цао. В молодом возрасте он был усыновлён императором Цао Жуем, и в 235 году получил титул Циского князя.
В конце 238 года, когда Цао Жуй серьёзно заболел, он решил сделать Цао Фана наследником престола. Регентом при нём он захотел сделать его дядю Цао Юя, а также Сяхоу Сяня, Цао Шуана, Цао Чжао и Цинь Лана. Однако доверенные лица Цао Жуя — Лю Фан и Сунь Цзы — были в плохих отношениях с Сяхоу Сянем и Цао Чжао, и они воспротивились тому, чтобы эти люди стали регентами. В итоге Цао Жуй решил, что регентами станут Цао Шуан и Сыма И.
Весной 239 года, когда Сыма И прибыл в Лоян, Цао Жуй, будучи на смертном одре, взял Сыма И за руку и призвал к себе приёмных детей Цао Фана и Цао Сюня. Он приказал Цао Фану обнять Сыма И как отца, и назначил его наследником престола. В тот же день Цао Жуй скончался.

### Правление
Изначально Цао Шуан и Сыма И делили регентскую власть поровну, но постепенно Цао Шуан отбирал власть у Сыма И. Он требовал, чтобы Сыма И давали высокие посты и почётные титулы, но обладание этими титулами не давало реальной власти. На все важные посты Цао Шуан расставил своих выдвиженцев. Сыма И обладал большой властью в армии, но оказался полностью отстранённым от принятия управленческих решений.
В 243 году Цао Фан женился на госпоже Чжэнь — внучке Чжэнь Яня, который являлся братом его бабушки.
В 244 году Цао Шуан, желая заработать военную репутацию, организовал неподготовленное нападение на Ханьчжун, находившийся на границе с царством Шу. Войскам Цао Шуана пришлось отступить, понеся большие потери, но он продолжал крепко удерживать власть в своих руках. В 247 году под предлогом нездоровья Сыма И ушёл с государственной службы.
В 249 году Сыма И устроил переворот, и устранил Цао Шуана от двора, а впоследствии казнил его и всю его семью. Придя к власти, Сыма И начал устранять от власти выдвиженцев Цао Шуана. В это время генерал Ван Лин организовал с чуским князем Цао Бяо заговор против Сыма И. В 251 году, когда Ван Лин был готов к восстанию, его подчинённые Хуан Хуа и Ян Хун предали его и переметнулись к Сыма И. Сыма И повёл армию на оплот Ван Лина в Шоучуне, подавил восстание в зародыше, и вынудил Ван Лина и Цао Бяо совершить самоубийство.
В 251 году Сыма И скончался, и его пост регента унаследовал его сын Сыма Ши.
В 254 году Сыма Ши сделал резкий ход для укрепления власти, ослабив Цао Фана. Цао Фан расположил к себе министра Ли Фэна. Это заставило Сыма Ши подозревать их в подготовке заговора против него. Он вызвал и допросил Ли Фэна. Когда Ли Фэн отказался раскрыть содержание своих бесед с императором, Сыма Ши избил его до смерти рукояткой меча. Затем он обвинил в измене Ли Фэна и его друзей Сяхоу Сюаня и Чжан Цзи, и они были казнены со своими семьями. Цао Фан был вынужден низложить свою жену, императрицу Чжан, которая была дочерью Чжан Цзи. Эти шаги еще больше вселяли страх в чиновников.
Цао Фан был сильно разгневан смертью Ли Фэна и Чжан Цзи. Позже, в 254 году, его сторонники представили ему следующий план: когда брат Сыма Ши, Сыма Чжао, приедет во дворец для официального визита перед тем как направиться к своему оборонному посту в Чанъане, следует убить Сыма Чжао и захватить его войска, и затем использовать их для нападения на Сыма Ши. Цао Фан опасался и ничего не предпринимал в осуществлении плана, но информация всё же попала к Сыма Ши. Тогда Сыма Ши вынудил Цао Фана отречься от престола.

### После смещения
После смещения Цао Фан получил свой прежний титул Циского вана, и переведён во дворец в Хэнэе. Когда в 265 году Сыма Янь узурпировал трон и основал империю Цзинь, то Цао Фан и прочие вэйские принцы были понижены в титулах с князей до гунов. Цао Фан умер в 274 году, и посмертно получил титул «Шаолинский Ли-гун»; он был похоронен с почестями, положенными гуну, а не императору. О наличии у него потомков ничего не известно.

## Девизы правления
- Чжэнши (正始 Zhèngshǐ) 240—249
- Цзяпин (嘉平 Jiāpíng) 249—254